# Carlo Pedretti
Pour les articles homonymes, voir Pedretti.
Carlo Pedretti (Casalecchio di Reno, 6 janvier 1928 – Lamporecchio, 5 janvier 2018) est un historien de l'art italien.

## Biographie
Carlo Pedretti est professeur émérite d'histoire de l'art italien et titulaire de la chaire d'études léonardiennes de l'Université de Californie à Los Angeles, où il dirige le Centre Hammer d'études vinciennes dont le siège italien se trouve à Urbino. Auteur de plus de quarante livres et de cinq cents essais et articles en plusieurs langues sur les multiples aspects de sa spécialisation, il est membre de la commission ministérielle pour l'Édition Nationale des Manuscrits et des Dessins de Léonard de Vinci. Parmi les honneurs qui lui ont été conférés en Italie et à l'étranger on trouve la Médaille d'Or pour la Culture du Président de la République Italienne en 1972, et dans la même année la Congressional Citation, qui est la plus grande récompense accordée par le gouvernement des États-Unis. On lui a en outre conféré la citoyenneté honoraire de la ville d'Arezzo (2001) et le doctorat honoris causa des universités de Ferrare (1991), d'Urbino (1998), de l’Université catholique du Sacré-Cœur de Milan (1999), ainsi que celle de l'Université de Caen (2002). Il est membre honoraire de la vénérable Académie des Euteleti à San Miniato, et d'autres organismes et instituts prestigieux en Italie et à l'étranger, et en outre il collabore régulièrement aux pages culturelles du Corriere della Sera et de L'Osservatore Romano.
En 1992 il a eu la charge de l'Exposition Internationale « I Ponti di Leonardo », réalisée par l'Association Culturelle Excalibur de Lino Lavorgna, en collaboration avec la ville de Malmö (Suède). L'exposition a été conçue comme un évènement culturel destiné à aider le projet d’ingéniérie du Pont de l’Øresund.
Souvent consulté pour l’authentification des œuvres de Léonard de Vinci dont l’attribution est discutée, il a attribué erronément au maitre en 1998 un dessin du peintre Riccardo Tommasi Ferroni (1934-2000) (Cavallo impennato con cavaliere nudo), le présentant comme étant une étude préparatoire de La Bataille d'Anghiari.
Le 24 avril 2008 lui a été conférée la citoyenneté honoraire de Vinci, ville natale de Léonard.
Pedretti meurt dans sa villa de Lamporecchio le 5 janvier 2018, la veille de ses 90 ans.

## Publications
- Leonardo da Vinci on Painting. University of California Press, Berkeley and Los Angeles, 1964
- Leonardo Inedito. Tre Saggi. Giunti Editore, Florence, 1968
- The Drawings by Leonardo da Vinci in the Collection of HM Queen at Windsor Castle. 3 volumes, 1968/1969
- Leonardo da Vinci : The Royal Palace at Romorantin, Harvard University Press, 1972
- Leonardo. A study in chronology and style. University of California Press, Berkeley, 1973
- The Literary Works of Leonardo da Vinci: A Commentary to Jean-Paul Richter's Edition. 2 volumes, Berkeley, 1977
- Leonardo Architetto, Electa Editrice, 1981
- Léonard de Vinci : les études de draperies, catalogue d'exposition sur les études de Léonard de Vinci sur les vêtements, qui s'est tenue au musée du Louvre, du 3 décembre 1989 au 26 février 1990.
- Leonardo da Vinci, Il Codice Arundel 263 nella British Library, Giunti Editore, Florence, 1998
- Leonardo, art and science. Giunti Editore, Florence/Milan, 2000